# André Karman
Pour les articles homonymes, voir Karman.
André Karman, né à Aubervilliers le 10 mars 1924 et mort le 31 mai 1984 dans le 13e arrondissement de Paris, est un homme politique français.

## Biographie

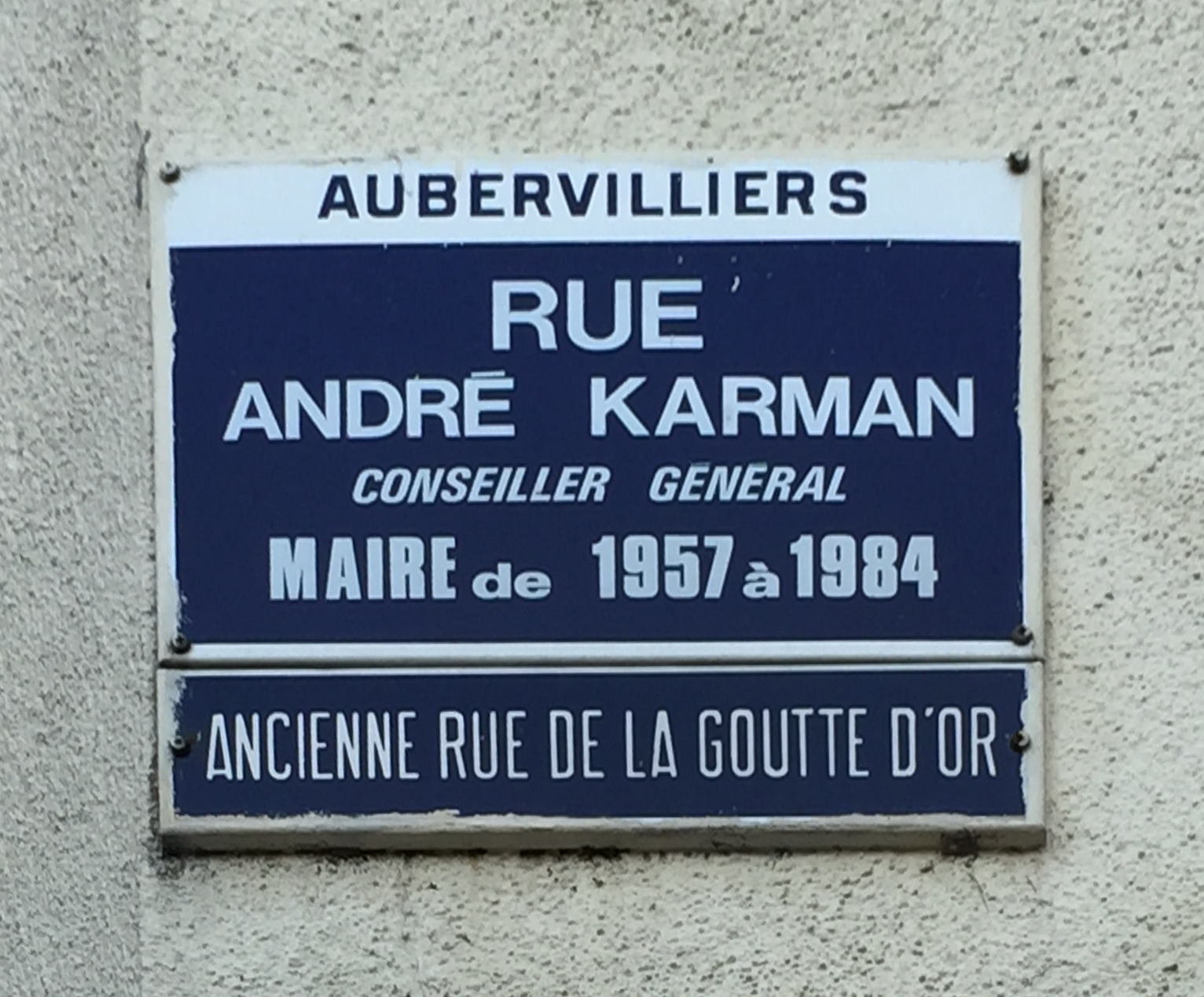
Plaque de la rue André-Karman à Aubervilliers.

Résistant, déporté au camp de concentration de Dachau, il est maire PCF d'Aubervilliers de 1957 à 1984 et conseiller général de la Seine de 1957 à 1967 (canton d'Aubervilliers), puis de la Seine-Saint-Denis de 1967 à 1984.
Il est ouvrier fraiseur de profession.
Il est le père de Jean-Jacques Karman.
L'ancienne rue de la Goutte d'Or à Aubervilliers est dénommée « Rue André-Karman » ainsi qu'à un stade de la ville dont il fut maire, 1 rue Firmin-Gémier.